# Warreella
Warreella är ett släkte av orkidéer. Warreella ingår i familjen orkidéer.
Kladogram enligt Catalogue of Life:
| Warreella | \| \| Warreella cyanea \| \| \| \| \| \| Warreella patula \| \| \| \| |
|           | \| \| Warreella cyanea \| \| \| \| \| \| Warreella patula \| \| \| \| |
|           | Warreella cyanea                                                      |
|           |                                                                       |
|           | Warreella patula                                                      |
|           |                                                                       |

## Bildgalleri

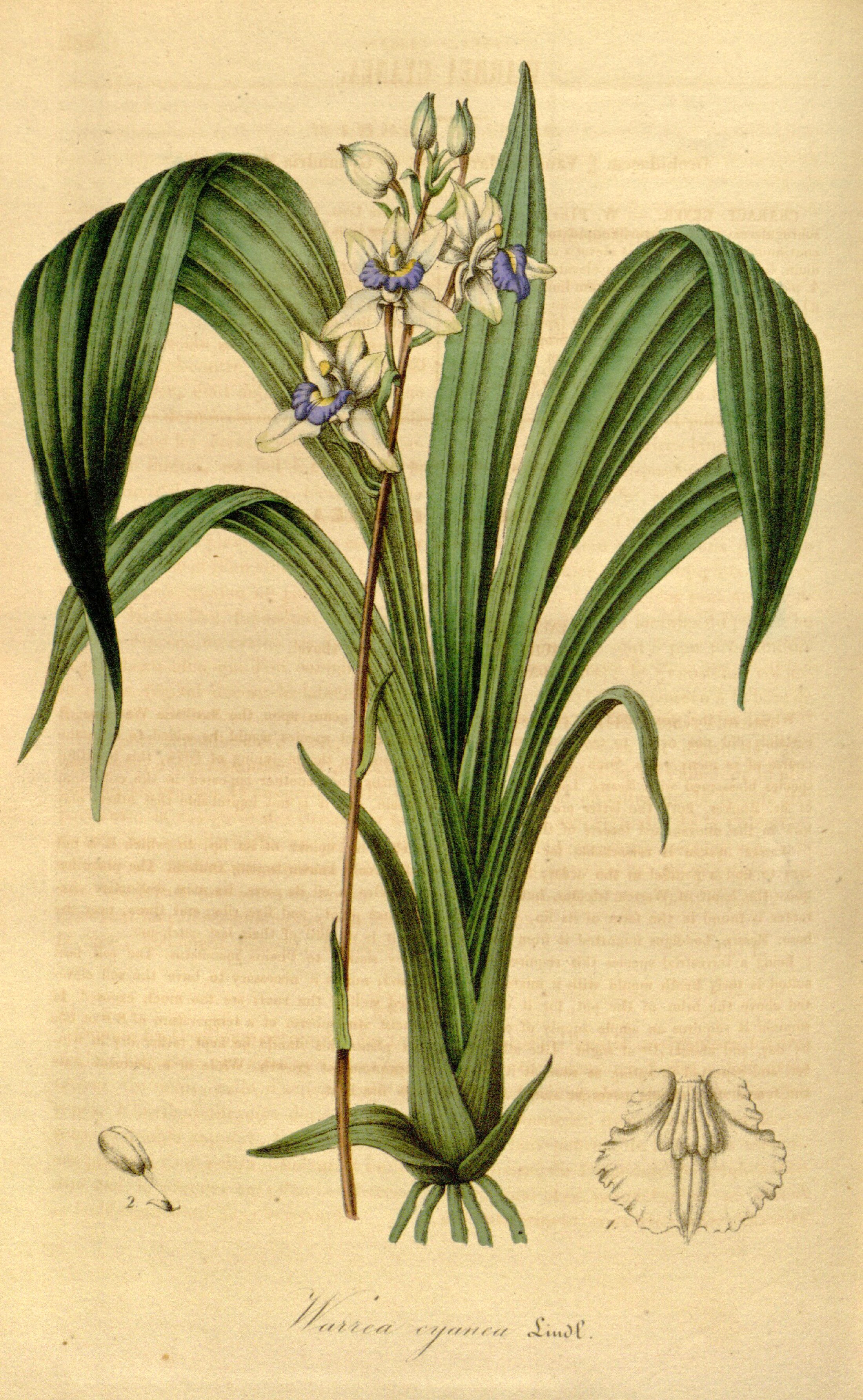
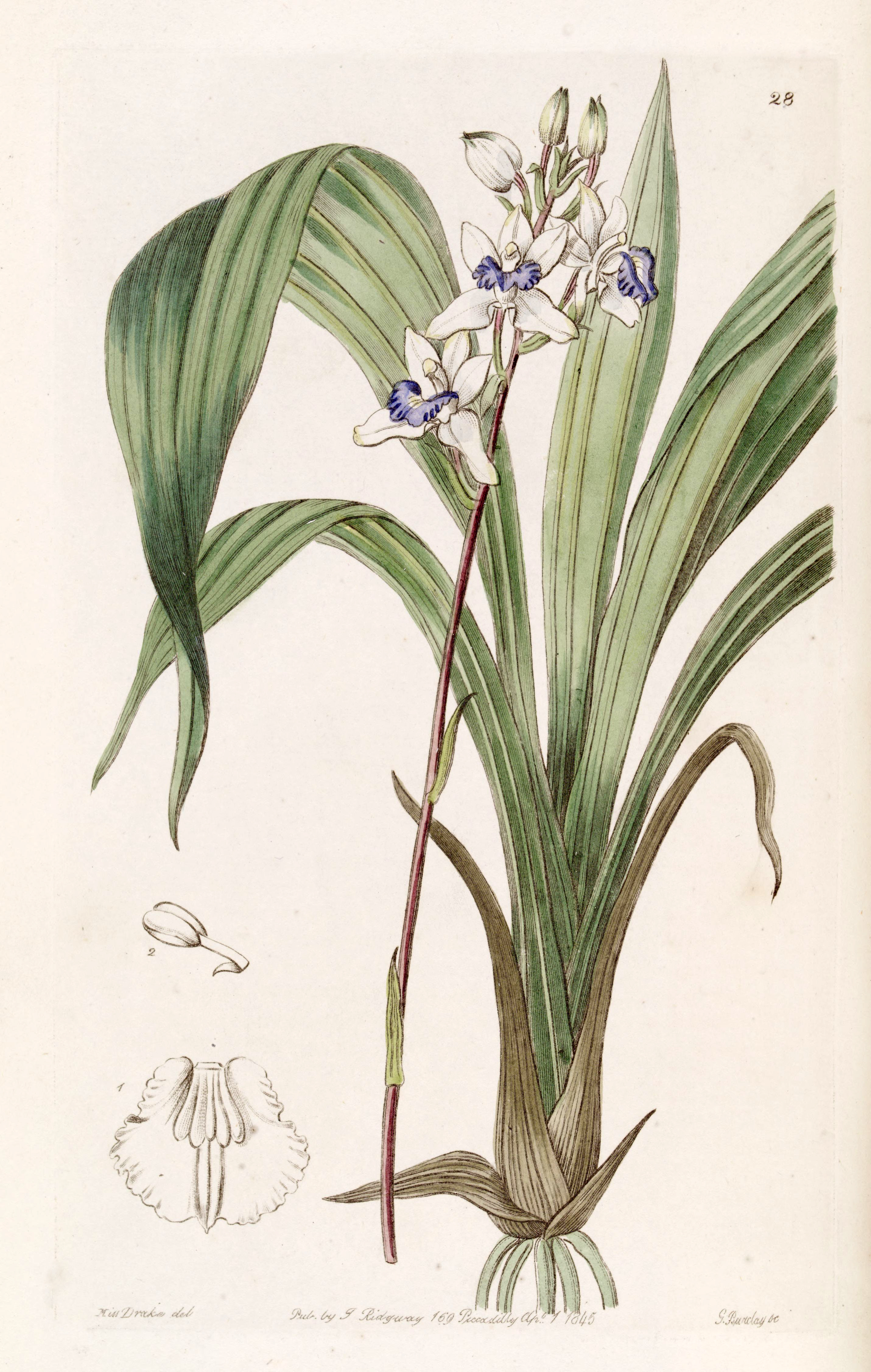